# Soldatmossens naturreservat
Soldatmossen är ett naturreservat i Uppvidinge kommun i Kronobergs län.
Området är skyddat sedan 2000 och är 48 hektar stort. Det är beläget öster om Braås och består av högmosse omgiven av urskogsartad skog och mindre våtmarkspartier.
Högmossen är ganska kal men det växer en del tall och björk. 
Skogen utgörs i huvudsak av sumpskog med partier med skog på fastmark. Skogen består består av gran, björk och tall. Skogen är gammal, upp till 140 år. Enstaka träd är 200-250 år gamla. De gamla träden och den döda veden är en god förutsättning för många insekter och vedlevande svampar.